# Hylaeus rugipunctus
Hylaeus rugipunctus là một loài Hymenoptera trong họ Colletidae. Loài này được Alfken mô tả khoa học năm 1914.